# Słowacja na Zimowych Igrzyskach Olimpijskich 1994
Słowację na Zimowych Igrzyskach Olimpijskich 1994 reprezentowało 42 zawodników w 5 dyscyplinach sportowych. Nie zdobyli żadnego medalu. Był to pierwszy występ sportowców ze Słowacji na igrzyskach olimpijskich po rozpadzie Czechosłowacji.

## Biathlon

### Mężczyźni
| Konkurencja         | Zawodnik                                              | Czas      | Miejsce |
| ------------------- | ----------------------------------------------------- | --------- | ------- |
| Sprint 10 km        | Pavel Kotraba                                         | 32:04,0   | 51      |
| Sprint 10 km        | Daniel Krčmář                                         | 32:24,1   | 57      |
| Indywidualnie 20 km | Lukáš Krejči                                          | 1:03:28,0 | 50      |
| Indywidualnie 20 km | Pavel Sládek                                          | 1:03:51,7 | 56      |
| Sztafeta 4 × 7,5 km | Pavel Sládek Pavel Kotraba Daniel Krčmář Lukáš Krejči | 1:40:00,3 | 18      |

### Kobiety
| Konkurencja         | Zawodniczka        | Czas    | Miejsce |
| ------------------- | ------------------ | ------- | ------- |
| Sprint 7,5 km       | Soňa Mihoková      | 27:03,8 | 12      |
| Sprint 7,5 km       | Martina Halinárová | 27:11,6 | 15      |
| Indywidualnie 15 km | Martina Halinárová | 53:56,4 | 6       |
| Indywidualnie 15 km | Soňa Mihoková      | 58:40,6 | 40      |

## Hokej na lodzie

### Turniej mężczyzn
- Skład

| - Eduard Hartman - Jaromír Dragan - Miroslav Michalek - Jerguš Bača - Marián Smerciak - Miroslav Marcinko - Ľubomír Sekeráš | - Vladimír Búřil - Stanislav Medřik - Ján Varholik - Róbert Švehla - Oto Haščák - Dušan Pohoreleč - Vlastimil Plavucha - Róbert Petrovický | - René Pucher - Miroslav Šatan - Branislav Jánoš - Roman Kontšek - Peter Šťastný - Ľubomír Kolník - Jozef Daňo - Žigmund Pálffy |

#### Runda kwalifikacyjna – grupa B
Czetry pierwsze zespoły (zacieniowane) awansował do ćwierćfinałów.
| Drużyna           | MR | Z | P | R | GD | GP | Pkt. |
| ----------------- | -- | - | - | - | -- | -- | ---- |
| Słowacja          | 5  | 3 | 0 | 2 | 26 | 14 | 8    |
| Kanada            | 5  | 3 | 1 | 1 | 17 | 11 | 7    |
| Szwecja           | 5  | 3 | 1 | 1 | 23 | 13 | 7    |
| Stany Zjednoczone | 5  | 1 | 1 | 3 | 21 | 17 | 5    |
| Włochy            | 5  | 1 | 4 | 0 | 15 | 31 | 2    |
| Francja           | 5  | 0 | 4 | 1 | 11 | 27 | 1    |

#### Ćwierćfinał
| Drużyna 1 | Wynik | Drużyna 2 |
| --------- | ----- | --------- |
| Rosja     | 3–2   | Słowacja  |

#### Mecz o miejsca 5-6
| Drużyna 1 | Wynik | Drużyna 2 |
| --------- | ----- | --------- |
| Słowacja  | 6–5   | Niemcy    |

#### Mecz o miejsce 5
| Drużyna 1 | Wynik | Drużyna 2 |
| --------- | ----- | --------- |
| Czechy    | 7–1   | Słowacja  |

Słowacja zajęła 6. miejsce w turnieju.

## Narciarstwo alpejskie

### Kobiety
| Konkurencja | Zawodniczka        | Czas    | Miejsce |
| ----------- | ------------------ | ------- | ------- |
| Zjazd       | Lucia Medzihradská | 1:38,22 | 32      |
| Supergigant | Lucia Medzihradská | 1:25,57 | 33      |
| Slalom      | Lucia Medzihradská | 2:01,55 | 20      |
| Kombinacja  | Lucia Medzihradská | 3:12,37 | 13      |

## Narciarstwo klasyczne

### Biegi narciarskie

#### Mężczyźni
| Konkurencja                          | Zawodnik    | Czas    | Miejsce |
| ------------------------------------ | ----------- | ------- | ------- |
| Bieg na 10 km st. klasycznym         | Ivan Bátory | 26:58,7 | 40      |
| Bieg pościgowy na 15 km st. dowolnym | Ivan Bátory | 41:14,3 | 34      |

#### Kobiety
| Konkurencja                          | Zawodniczka                                                                  | Czas      | Miejsce |
| ------------------------------------ | ---------------------------------------------------------------------------- | --------- | ------- |
| Bieg na 5 km st. klasycznym          | Ľubomíra Balážová                                                            | 15:23,9   | 21      |
| Bieg na 5 km st. klasycznym          | Alžbeta Havrančíková                                                         | 15:47,2   | 32      |
| Bieg na 5 km st. klasycznym          | Jaroslava Bukvajová                                                          | 16:26,6   | 46      |
| Bieg na 5 km st. klasycznym          | Tatiana Kutlíková                                                            | 16:27,7   | 48      |
| Bieg pościgowy na 10 km st. dowolnym | Alžbeta Havrančíková                                                         | 30:02,0   | 17      |
| Bieg pościgowy na 10 km st. dowolnym | Ľubomíra Balážová                                                            | 31:20,1   | 24      |
| Bieg pościgowy na 10 km st. dowolnym | Tatiana Kutlíková                                                            | 32:45,0   | 35      |
| Bieg pościgowy na 10 km st. dowolnym | Jaroslava Bukvajová                                                          | 33:20,3   | 40      |
| Bieg na 15 km st. dowolnym           | Alžbeta Havrančíková                                                         | 42:34,4   | 8       |
| Bieg na 15 km st. dowolnym           | Tatiana Kutlíková                                                            | 47:34,9   | 48      |
| Bieg na 30 km st. klasycznym         | Ľubomíra Balážová                                                            | 1:30:50,7 | 18      |
| Bieg na 30 km st. klasycznym         | Alžbeta Havrančíková                                                         | 1:33:41,5 | 32      |
| Bieg na 30 km st. klasycznym         | Tatiana Kutlíková                                                            | !:36:41,4 | 43      |
| Sztafeta 4 × 5 km                    | Ľubomíra Balážová Jaroslava Bukvajová Tatiana Kutlíková Alžbeta Havrančíková | 1:01:00,2 | 7       |

### Kombinacja norweska
| Konkurencja   | Zawodnik       | Skoki (pkt) | Bieg (czas) | Miejsce |
| ------------- | -------------- | ----------- | ----------- | ------- |
| Indywidualnie | Michal Giacko  | 184,0       | 47:02,5     | 28      |
| Indywidualnie | Jozef Bachleda | 140,5       | 53:44,4     | 51      |
| Indywidualnie | Martin Bayer   | 142,5       | 56:19,9     | 52      |

### Skoki narciarskie
| Skocznia | Zawodnik        | I seria   | I seria | II seria  | II seria | Łącznie | Łącznie |
| Skocznia | Zawodnik        | Odległość | Punkty  | Odległość | Punkty   | Punkty  | Miejsce |
| -------- | --------------- | --------- | ------- | --------- | -------- | ------- | ------- |
| Normalna | Martin Švagerko | 81,5      | 97,5    | 90,0      | 115,5    | 213,0   | 25      |
| Normalna | Miroslav Slušný | 80,5      | 92,0    | 88,5      | 60,0     | 152,5   | 51      |
| Duża     | Martin Švagerko | 98,0      | 74,4    | 100,0     | 78,5     | 152,9   | 28      |
| Duża     | Miroslav Slušný | 94,5      | 65,6    | 82,0      | 41,1     | 108,7   | 45      |

## Saneczkarstwo

### Mężczyźni
| Zawodnik      | 1 ślizg | 1 ślizg | 2 ślizg | 2 ślizg | 3 ślizg | 3 ślizg | 4 ślizg | 4 ślizg | Łącznie  | Łącznie |
| Zawodnik      | Czas    | Miejsce | Czas    | Miejsce | Czas    | Miejsce | Czas    | Miejsce | Czas     | Miejsce |
| ------------- | ------- | ------- | ------- | ------- | ------- | ------- | ------- | ------- | -------- | ------- |
| Jozef Škvarek | 51,775  | 23      | 51,835  | 23      | 51,300  | 19      | 51,612  | 19      | 3:26,522 | 19      |

### Kobiety
| Zawodniczka       | 1 ślizg | 1 ślizg | 2 ślizg | 2 ślizg | 3 ślizg | 3 ślizg | 4 ślizg | 4 ślizg | Łącznie  | Łącznie |
| Zawodniczka       | Czas    | Miejsce | Czas    | Miejsce | Czas    | Miejsce | Czas    | Miejsce | Czas     | Miejsce |
| ----------------- | ------- | ------- | ------- | ------- | ------- | ------- | ------- | ------- | -------- | ------- |
| Mária Jasenčáková | 49,411  | 13      | 50,351  | 20      | 49,276  | 3       | 49,418  | 7       | 3:18,456 | 15      |